# 崔鸿喜
崔鸿喜（1942年—2014年1月27日），吉林省龙井市人，中华人民共和国教育家。

## 生平
1962年，担任龙井四中教员，1969年7月毕业于东北师范大学，后供职于延边大学。1983年，担任校党委副书记。2014年1月27日，因病在中国吉林延吉逝世，享年71岁。